# 哀宗 (金)
哀宗（あいそう）は、金の第9代皇帝。女真名は寧甲速（ニンキャス）。改名後の漢名である守緒（しゅしょ）の“緒”は糸端の意味で、“統”と同様で皇室を守る意味合いがあった。なお、廟号に関しては当初は混乱して義宗（ぎそう）と称された時期もある。哀宗に統一されたのは元代初期であると考えられている。

## 生涯
宣宗の三男として生まれ、初め遂王に封じられ、また殿前都点検使に任命される。貞祐4年（1216年）に皇太子であった長兄の守忠が早世し、その子の完顔鏗も夭折したため代わって皇太子に立てられ、枢密使に任じられた。元光2年12月（1224年1月）、宣宗の崩御に伴い即位した。
この時代、かつての金領の北部はモンゴル帝国に奪われ、都もモンゴル軍を避け開封府に遷されていた。金は同じくモンゴルの圧迫を受けている西夏との同盟に活路を見出そうとするが、正大4年（1227年）に西夏が滅亡すると、金は再びモンゴル軍の攻撃目標となった。その頃、獄に繋がれていた完顔陳和尚を惜しんだ哀宗は陳和尚を釈放させ、軍務に復職させた。完顔陳和尚の活躍で一時はモンゴル軍を撃破したが、正大8年（1231年）に金軍の拠点であった河中府が陥落、天興元年（1232年）には都城である開封府がモンゴル軍によって包囲されるに至った（開封攻囲戦）。
1232年三峰山の戦いで完顔陳和尚が戦死、モンゴル帝国が大勝し、金の衰退を決定づけた。金側は何度かモンゴル軍に対し和議を申し出たが、弟のトルイを金との戦闘中に失ったモンゴル帝国のオゴデイ・カアンは哀宗を弟の仇敵として、一切の交渉を拒否した。追い詰められた哀宗は天興2年（1233年）に開封府を脱出し、帰徳府・亳州・蔡州へと逃亡するものの、モンゴル軍による追撃は続き、天興3年（1234年）に北のモンゴル軍・南の南宋軍によって蔡州城を完全に包囲された（蔡州の戦い）。進退窮まった哀宗は、軍の統帥であった完顔氏傍流の呼敦（末帝）に皇位を譲り、城中の幽蘭軒において自ら縊死した。
哀宗の死からわずか半日後、モンゴル・南宋連合軍の攻撃によって蔡州城の金軍は全滅、金はここに滅亡した。